# Zona metropolitana de Pachuca de Soto
La zona metropolitana de Pachuca de Soto es una área metropolitana localizada en el estado de Hidalgo en México. Está integrada por los municipios de Pachuca de Soto, Mineral del Monte, Mineral de la Reforma, San Agustín Tlaxiaca, Epazoyucan, Zapotlán de Juárez y Zempoala.
La zona metropolitana surgió a partir del crecimiento de la población, que ha tenido la ciudad de Pachuca de Soto en los años 2000-2010, debido a la cercanía de la Ciudad de México, el crecimiento urbano comenzó a invadir otros municipios, ocupando zonas agrícolas y ejidales, creando la zona metropolitana.
El 21.6 % de la población del estado de Hidalgo vive en esta zona metropolitana, y en esta zona habitan dos de cada diez hidalguenses. Esta zona metropolitana junto con la zona metropolitana de Tulancingo y la zona metropolitana de Tula forman parte de la Corona regional del centro de México.

## Delimitación
El Consejo Nacional de Población (CONAPO), el Instituto Nacional de Estadística Geografía e Informática (INEGI) y la Secretaría de Desarrollo Social (SEDESOL) definen una zona metropolitana como el conjunto de dos o más municipios donde se localiza una ciudad de 50 000 o más habitantes, cuya área urbana, funciones y actividades rebasan el límite del municipio que originalmente la contenía.
Los municipios centrales son el de Pachuca de Soto y el de Mineral de la Reforma, el municipio exterior definido por integración funcional es Mineral del Monte, y los municipios exteriores definidos con base a política urbana son San Agustín Tlaxiaca, Epazoyucan, Zapotlán de Juárez y Zempoala. En ocasiones por su relación funcional se ha incorporado a Mineral del Chico.

## Infraestructura
Las localidades principales son Pachuca y las ubicadas en Mineral de la reforma, ya que concentran aproximadamente el 80 % de la población de esta zona metropolitana, manteniendo una estrecha conurbación física. Esta zona metropolitana es de gran intercambio de población entre sus municipios, en los cuales Pachuca es el dinamizador ya que el 91.7 % de su población trabaja en el mismo municipio donde reside, por lo cual solo se desplaza el 8 % hacia la Ciudad de México y el 0.3 % a otro municipio de la misma zona.
El servicio de agua y alcantarillado es administrado y proporcionado por la Comisión de Agua y Alcantarillado de Sistemas Intermunicipales (CAASIM), y presta el servicio a los municipios de Pachuca de Soto, Mineral de la Reforma, Zapotlán de Juárez, San Agustín Tlaxiaca, Zempoala, Singuilucan, Epazoyucan, Tlanalapa y Tepeapulco; y abastece de agua en bloque a Tizayuca, Villa de Tezontepec, Tolcayuca, El Arenal y Mineral del Chico.
De acuerdo con los resultados del Instituto Estatal del Transporte, cerca de 5000 vehículos prestan este servicio con 112 rutas y 50 bases en la zona metropolitana, sin embargo, solo 56 rutas y 90 derroteros dan servicio a Pachuca, 28 rutas y 40 derroteros son intermunicipales y el resto son de otros municipios. El 16 de agosto de 2015 fue inaugurado y puesto en funcionamiento el Tuzobús, la ruta troncal (Centro-Téllez) y 19 rutas alimentadoras. El cual es un sistema de autobús de tránsito rápido para la zona metropolitana principalmente Pachuca y Mineral de la Reforma.

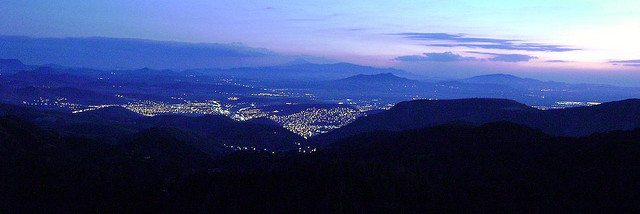
Panorámica nocturna de la ZM de Pachuca, dese las Ventanas en el Parque Nacional El Chico.

## Comisión Metropolitana de Pachuca

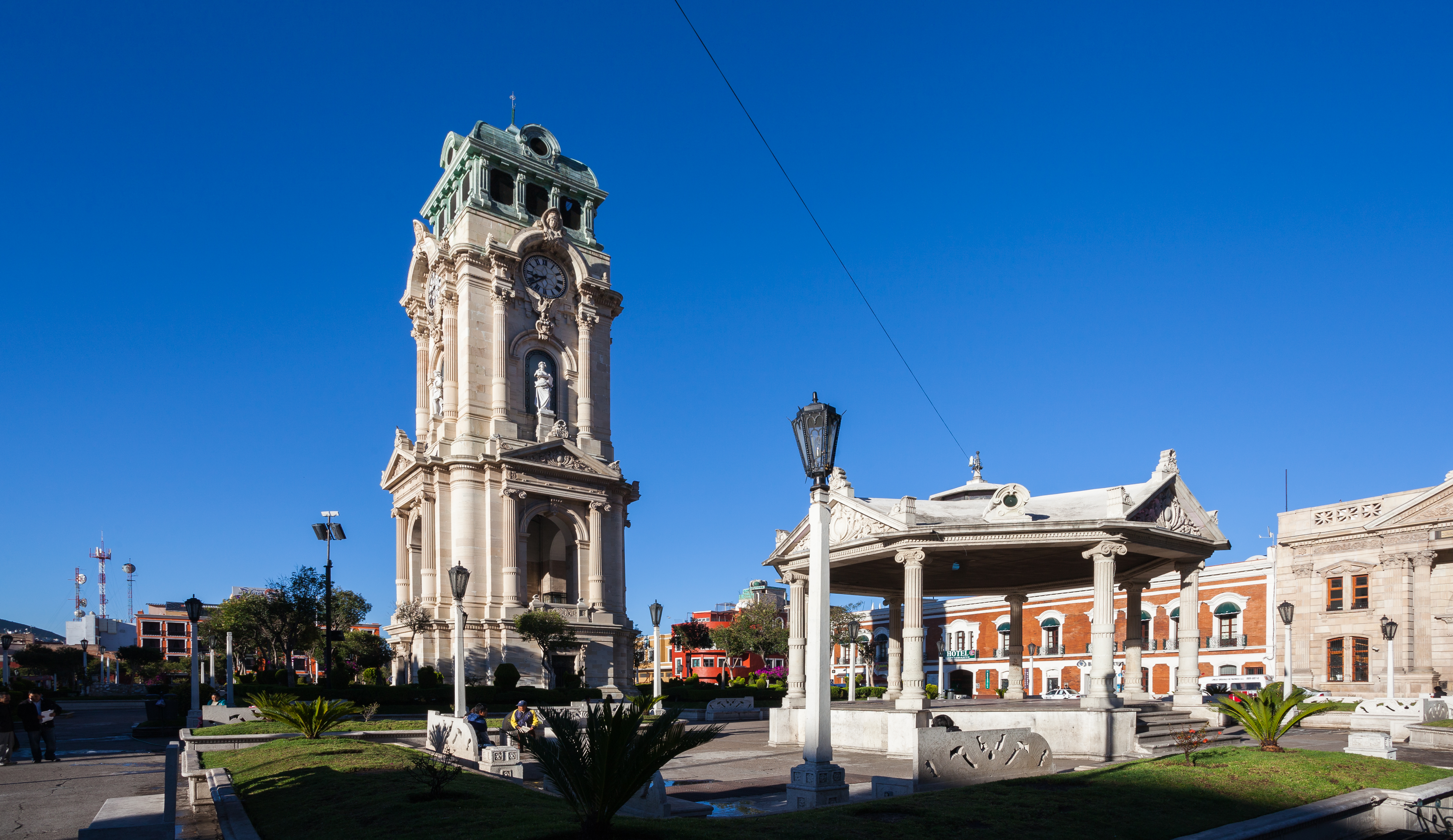
Reloj Monumental de Pachuca en la Plaza Independencia dentro del centro histórico de Pachuca de Soto.

El 15 de octubre de 2009, se creó la Comisión Metropolitana de Pachuca la comisión se creó con el fin de buscar mecanismos eficaces de coordinación para una adecuada planeación, regulación del crecimiento físico, la provisión de servicios públicos y cuidado al medio ambiente.
Los municipios que la integran son: siete de la zona metropolitana (Pachuca de Soto, Zapotlán de Juárez, Zempoala, Epazoyucan, San Agustín Tlaxiaca, Mineral del Monte y Mineral de la Reforma) y cuatro de los municipios restantes (Tizayuca, Tolcayuca, Villa de Tezontepec y Mineral del Chico); estos municipios integrantes cumplen con la mayor parte de los requisitos establecidos para ser considerados como parte del área metropolitana, aún si los municipios no son plenamente adyacentes a la conurbación.
Cabe señalar que el municipio de Tizayuca es considerado parte de la Zona metropolitana del valle de México.

### Planeación
Las consecuencias que ha tenido el desproporcionado crecimiento metropolitano, son provocadas por la poca planeación, lo que ha derivado en problemas como: inseguridad, caos en el sistema de policía, vialidad, abastecimiento de agua, disputas territoriales entre los diferentes municipios de la zona metropolitana, problemas en el pago del impuesto predial.
El crecimiento explosivo de la población de Pachuca de Soto y los conurbados, ha provocado conflictos limítrofes con los municipios de Mineral de la Reforma, San Agustín Tlaxiaca, Zempoala y Zapotlán de Juárez. La comisión se creó con el fin de buscar mecanismos eficaces de coordinación para una adecuada planeación, regulación del crecimiento físico, la provisión de servicios públicos y cuidado al medio ambiente. Con esta comisión se planea:
- La creación de un Reglamento Vial Metropolitano.
- La creación de un Centro Metropolitano de Control Canino en Mineral de la Reforma.
- Recaudación y aplicación de fondos para la construcción y mantenimiento de vialidades comunes.
- Saneamiento del Sistema de Agua Potable.
- Delimitación de los límites municipales para terminar con los cobros duales de impuesto predial.
- Solución de problemas de transporte público.
- Mayor Seguridad Pública.
- Vías de Comunicación
- Desarrollo Social.